# Новопавлівський повіт
Новопавлівський повіт — утворений у 1775 році у складі Херсонської провінції Новоросійської губернії.
Центром повіту був Новопавлівськ — нове місто розбудовуєме південніше козацьких Соколів — центру Бугогардівської паланки, що 1795 року було найменоване на Вознесенськ.
Новопавлівський повіт був найзаселинішим Херсонської провінції. Тут у 1775 році оселилися арнаути (згодом бузькі козаки) — українці, молдавани, волохи, некрасовці і болгари, що мешкали у Туреччині, яка створила з них 1769 року два полки, що у ході війни перейшли на сторону росіян
Арнаути заселили й заснували 7 поселень: Новогригорівське, Соколи, Раковець, Арнаутівка, Скаржинка, Михайлівка і Троїцьке.